# Moses Ebiye
Moses Ebiye (Warri, 28 aprile 1997) è un calciatore nigeriano, attaccante svincolato.

## Carriera
Ebiye ha cominciato la carriera con la maglia dell'Ikorodu United. Ha esordito nella Professional Football League in data 28 febbraio 2016, nella vittoria per 1-0 sulle Lobi Stars. Il 30 aprile successivo ha realizzato la prima rete, nel 3-1 inflitto all'Heartland. L'anno seguente è passato all'Akwa Utd, per cui ha debuttato in data 15 gennaio 2017, impiegato da titolare nella sconfitta per 3-1 subita in casa dell'ABS. Il 25 febbraio ha siglato il primo gol, nel successo per 3-1 sull'Abia Warriors.
Il 4 agosto 2017, Ebiye si è trasferito ai norvegesi del Lillestrøm: ha firmato un contratto quadriennale con il nuovo club. Il 13 agosto ha quindi effettuato il proprio debutto in Eliteserien, subentrando a Simen Kind Mikalsen nella partita persa per 3-1 in casa dello Strømsgodset. L'anno seguente, precisamente il 26 luglio 2018, ha disputato la prima partita nelle competizioni UEFA per club: ha sostituito Thomas Lehne Olsen nella sconfitta per 4-0 subita in casa del LASK, in occasioni dei turni preliminari dell'Europa League.
Il 9 agosto 2018 è stato ceduto allo Strømmen con la formula del prestito. Il 14 agosto ha quindi esordito in 1. divisjon, venendo schierato titolare nella vittoria per 1-0 sul Sogndal. Il 26 agosto è arrivata la prima rete, nel 3-2 sull'Ullensaker/Kisa.
Tornato al Lillestrøm per fine prestito, il 5 luglio 2019 ha trovato la prima rete nella massima divisione locale, in occasione della sconfitta per 5-2 subita sul campo del Kristiansund BK. Al termine di quella stessa stagione, la squadra è retrocessa in 1. divisjon.
Il 23 settembre 2020, Ebiye ha firmato un contratto valido fino al 31 dicembre 2021 con l'HamKam, club all'epoca militante in 1. divisjon. Il 25 settembre ha esordito con la nuova maglia, venendo impiegato da titolare nel successo per 1-2 arrivato in casa del Kongsvinger. L'11 ottobre è arrivata la prima rete, nel 2-0 sul Sandnes Ulf.
Il 2 marzo 2021, Ebiye si è trasferito al Tromsø, firmando un contratto valido fino al 31 dicembre 2022. Ha giocato la prima partita con la nuova casacca in data 9 maggio, nella sconfitta per 3-0 patita in casa del Bodø/Glimt. Il 13 maggio ha siglato le prime reti, con una doppietta nel 3-3 arrivato in casa contro il Molde.
Il 19 agosto 2022 si è trasferito all'Aalesund, per cui ha siglato un accordo valido fino al 31 dicembre 2023. Il 21 agosto ha esordito nella nuova squadra, subentrando a Kristoffer Ødemarksbakken nella sconfitta per 2-1 arrivata sul campo del Rosenborg. Il 28 agosto ha realizzato invece il primo gol, nel pareggio interno per 1-1 contro l'Odd.
L'8 dicembre 2023, l'Aalesund ha annunciato che Ebiye avrebbe lasciato il club al termine del contratto, in scadenza alla fine del mese.
Svincolato, in data 5 marzo 2024 è stato ingaggiato dagli scozzesi del Motherwell, per cui ha firmato un contratto valido fino al 31 maggio 2025.

## Statistiche

### Presenze e reti nei club
Statistiche aggiornate al 5 marzo 2024.
| Stagione          | Club              | Campionato        | Campionato | Campionato | Coppe nazionali | Coppe nazionali | Coppe nazionali | Coppe continentali | Coppe continentali | Coppe continentali | Supercoppe | Supercoppe | Supercoppe | Totale | Totale |
| Stagione          | Club              | Comp              | Pres       | Reti       | Comp            | Pres            | Reti            | Comp               | Pres               | Reti               | Comp       | Pres       | Reti       | Pres   | Reti   |
| ----------------- | ----------------- | ----------------- | ---------- | ---------- | --------------- | --------------- | --------------- | ------------------ | ------------------ | ------------------ | ---------- | ---------- | ---------- | ------ | ------ |
| 2016              | Ikorodu United    | PL                | 20         | 2          | CN              | ?               | ?               | -                  | -                  | -                  | -          | -          | -          | 20+    | 2+     |
| gen.-ago. 2017    | Akwa Utd          | PL                | 19         | 2          | CN              | ?               | ?               | -                  | -                  | -                  | -          | -          | -          | 19+    | 2+     |
| ago.-dic. 2017    | Lillestrøm        | ES                | 8          | 0          | CN              | 0               | 0               | -                  | -                  | -                  | -          | -          | -          | 8      | 0      |
| gen.-ago. 2018    | Lillestrøm        | ES                | 7          | 0          | CN              | 1               | 0               | UEL                | 1                  | 0                  | SN         | 1          | 0          | 10     | 0      |
| ago.-dic. 2018    | Strømmen          | 1D                | 12         | 6          | CN              | -               | -               | -                  | -                  | -                  | -          | -          | -          | 12     | 6      |
| 2019              | Lillestrøm        | ES                | 12         | 1          | CN              | 2               | 0               | -                  | -                  | -                  | -          | -          | -          | 14     | 0      |
| gen.-set. 2020    | Lillestrøm        | 1D                | 15         | 2          | -               | -               | -               | -                  | -                  | -                  | -          | -          | -          | 15     | 2      |
| Totale Lillestrøm | Totale Lillestrøm | Totale Lillestrøm | 42         | 3          |                 | 3               | 0               |                    | 1                  | 0                  |            | 1          | 0          | 47     | 3      |
| set.-dic. 2020    | HamKam            | 1D                | 15         | 4          | -               | -               | -               | -                  | -                  | -                  | -          | -          | -          | 15     | 4      |
| 2021              | Tromsø            | ES                | 23         | 8          | CN              | 2               | 1               | -                  | -                  | -                  | -          | -          | -          | 25     | 9      |
| gen.-ago. 2022    | Tromsø            | ES                | 16         | 2          | CN              | 2               | 1               | -                  | -                  | -                  | -          | -          | -          | 18     | 3      |
| Totale Tromsø     | Totale Tromsø     | Totale Tromsø     | 39         | 10         |                 | 4               | 2               |                    | -                  | -                  |            | -          | -          | 43     | 12     |
| ago.-dic. 2022    | Aalesund          | ES                | 12         | 5          | CN              | -               | -               | -                  | -                  | -                  | -          | -          | -          | 12     | 5      |
| 2023              | Aalesund          | ES                | 18         | 3          | CN              | 1               | 1               | -                  | -                  | -                  | -          | -          | -          | 19     | 4      |
| Totale Aalesund   | Totale Aalesund   | Totale Aalesund   | 30         | 8          |                 | 1               | 1               |                    | -                  | -                  |            | -          | -          | 31     | 9      |
| mar.-giu. 2024    | Motherwell        | SP                | 0          | 0          | CS+CdL          | -               | -               | -                  | -                  | -                  | -          | -          | -          | 0      | 0      |
| Totale            | Totale            | Totale            | 177        | 35         |                 | 8+              | 3+              |                    | 1                  | 0                  |            | 1          | 0          | 187+   | 34+    |